# Francesco Elio Bruno
Francesco Elio Bruno (Villabate, 8 aprile 1944 – Firenze, 6 ottobre 2019) è stato un ballerino italiano classico.

## Biografia
A dodici anni inizia lo studio della danza classica con il maestro Ludovico Durst (Palermo).
Trascorre un anno ad Amsterdam con il maestro Roland Casenave e a Cannes presso il Centre de Danse International di Rosella Hightower.
A 16 anni ottiene il primo contratto a Trapani (stagione estiva), successivamente seguono due stagioni al teatro Bellini di Catania e una stagione al Teatro Massimo di Palermo.
Entra a far parte della compagnia del balletto italiano diretto da Peter Van Der Sloot e Vittorio Rossi. 
Effettua tournée in Francia, Belgio, Paesi Bassi, Spagna, ex Jugoslavia (Mostar, Sarajevo, Zagabria, Ragusa, Spalato), Dallas e nelle maggiori città italiane. 

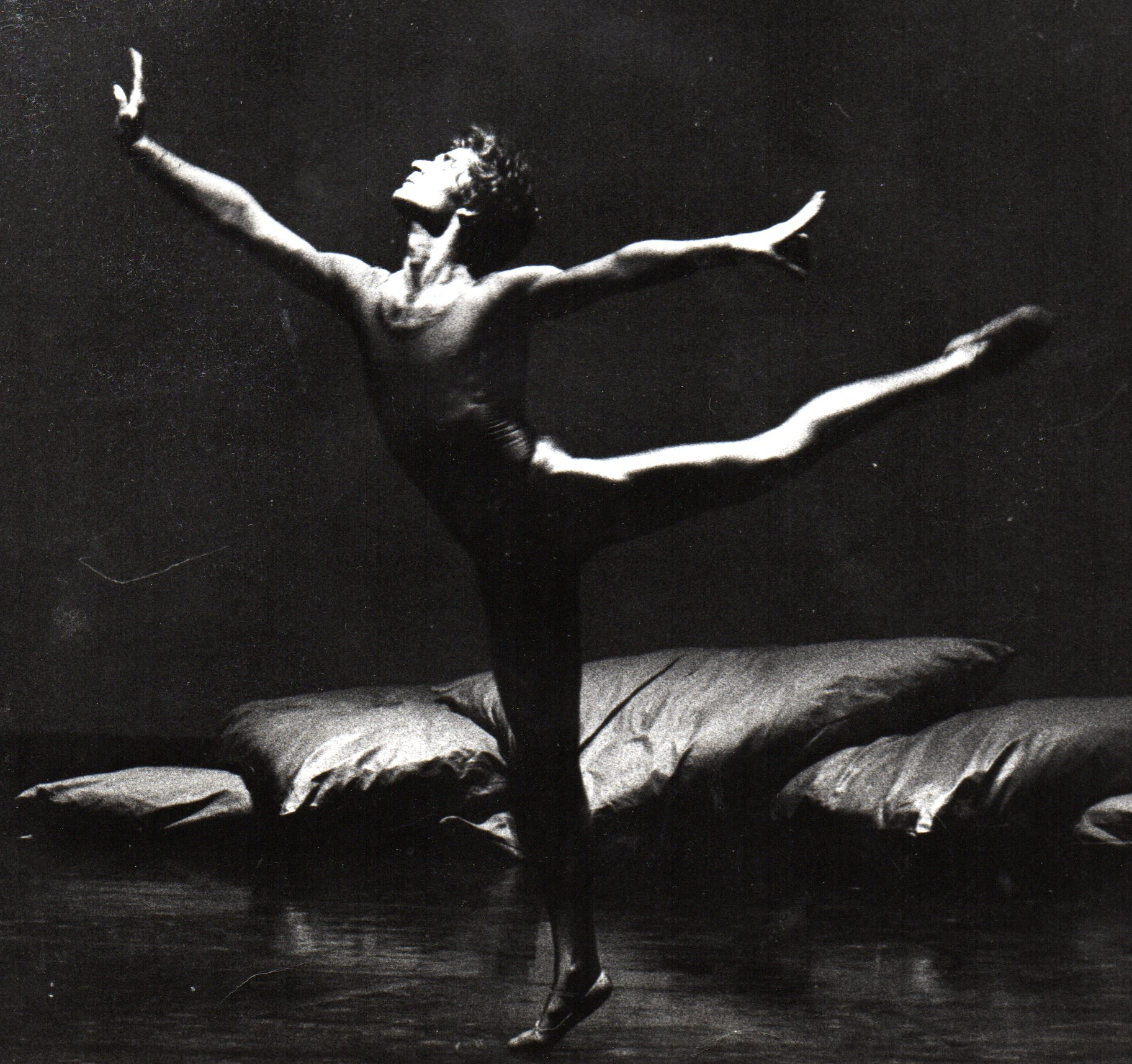
Narciso di Geoffrey Cauley

In televisione partecipa a Canzonissima con le gemelle Kessler e a No no Nanette con Elisabetta Viviani e i Ricchi e Poveri.
Seguono due stagioni all'Arena di Verona e Teatro Romano, una stagione al Teatro Comunale di Bologna e una stagione allo Sferisterio di Macerata.
Nel 1971 vince il concorso come solista nel corpo di ballo del Maggio Musicale Fiorentino e durante la gestione Bogianckino-Boccaccini-Poljakov nel 1978 viene insignito del titolo di Primo Ballerino del Teatro Comunale e del Maggio Musicale Fiorentino.
Nel 1982 fonda con il patrocinio della Regione Umbria e del Comune di Perugia il Collettivo di danza città di Perugia e ne assume la direzione artistica.
Balla con Carla Fracci, Elisabetta Terabust, Oriella Dorella, Marga Nativo, Cristina Bozzolini, Eva Evdokimova, Ekaterina Maksimova, Noëlla Pontois, Ghislaine Thesmar, Thais Leavitt, Rudol'f Nureev, Vladimir Vasil'ev, Michail Baryšnikov, Gheorghe Iancu, Patrick Dupond nei balletti: Giselle, Il lago dei cigni, Lo schiaccianoci, La bella addormentata, Les Sylphides, Petruška, Il principe Igor', Morte a Venezia, Dafni e Cloe, Souvenir de Florence.
Nel 1989 nasce la figlia, Micol, e comincia a diradare gli impegni artistici.
Nel 1992 col patrocinio del Comune di Gubbio e presso la scuola Umbria Ballet tiene i corsi di specializzazione per giovani ballerini.
Dopo la carriera nella danza intraprende gli studi nell'ambito delle medicine non convenzionali diventando naturopata.

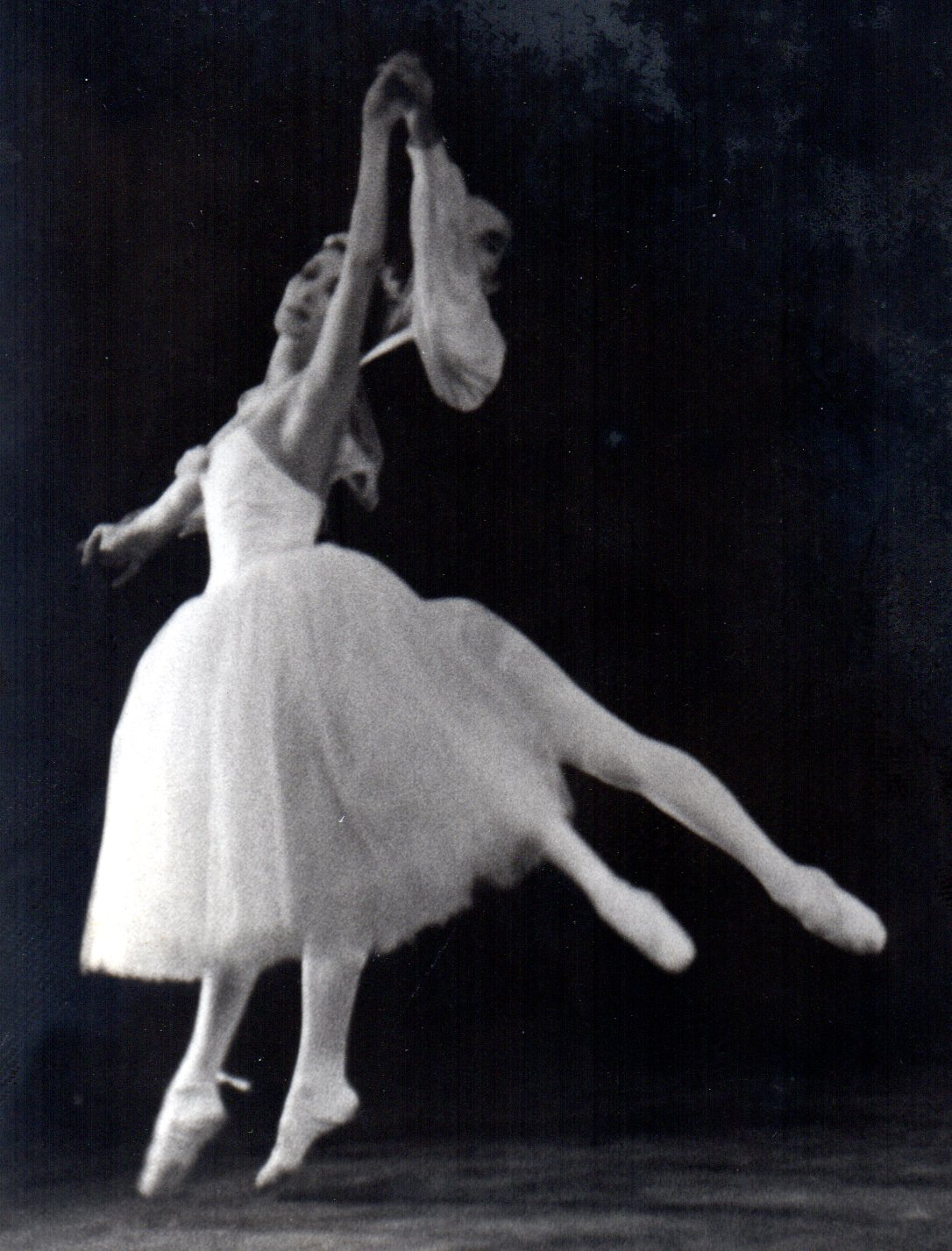

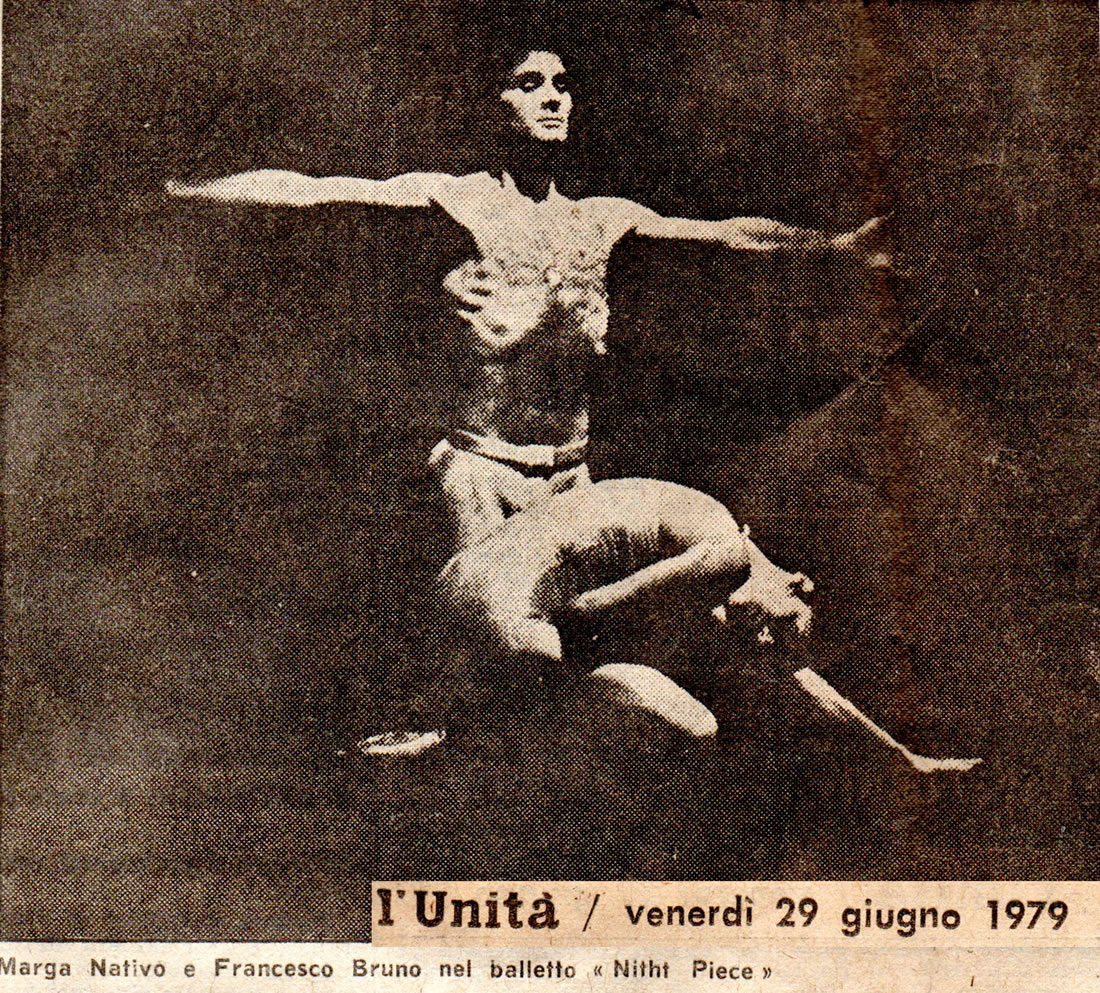
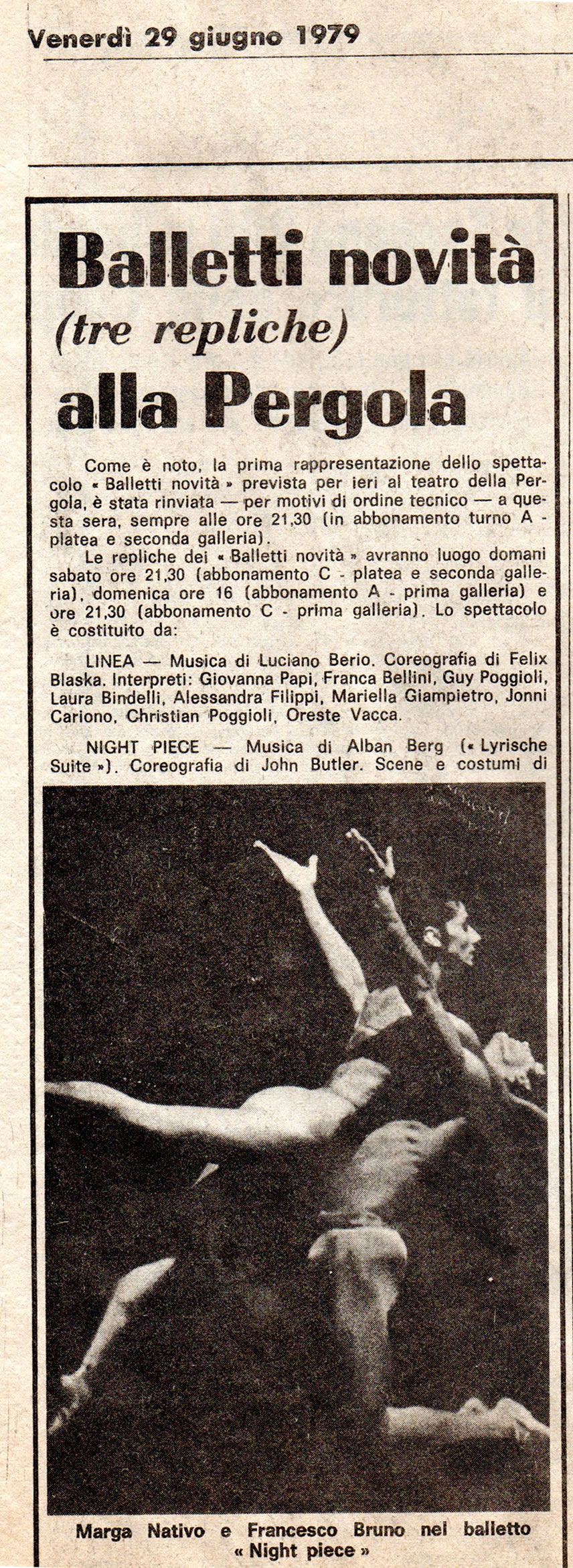

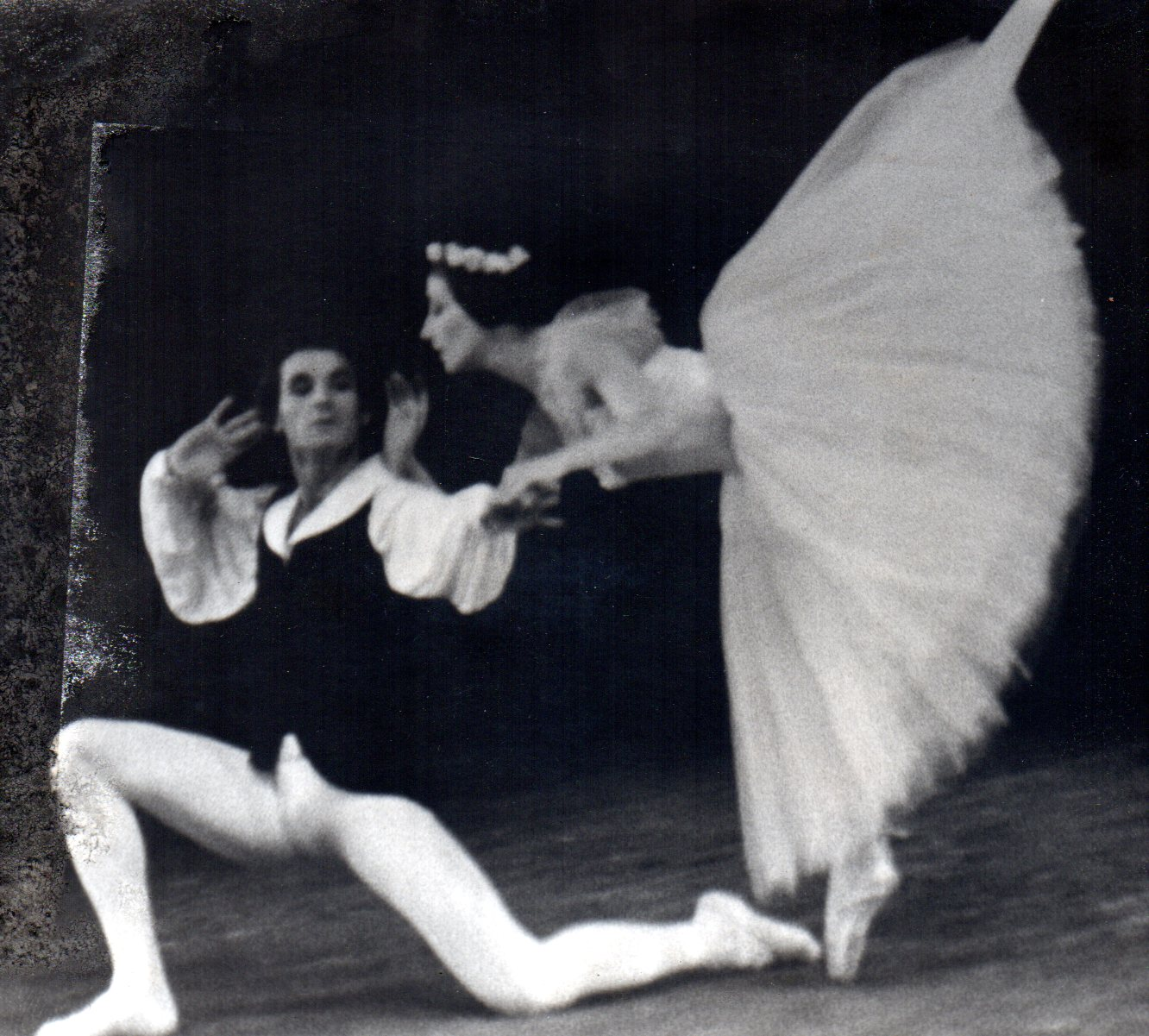
Les Sylphides
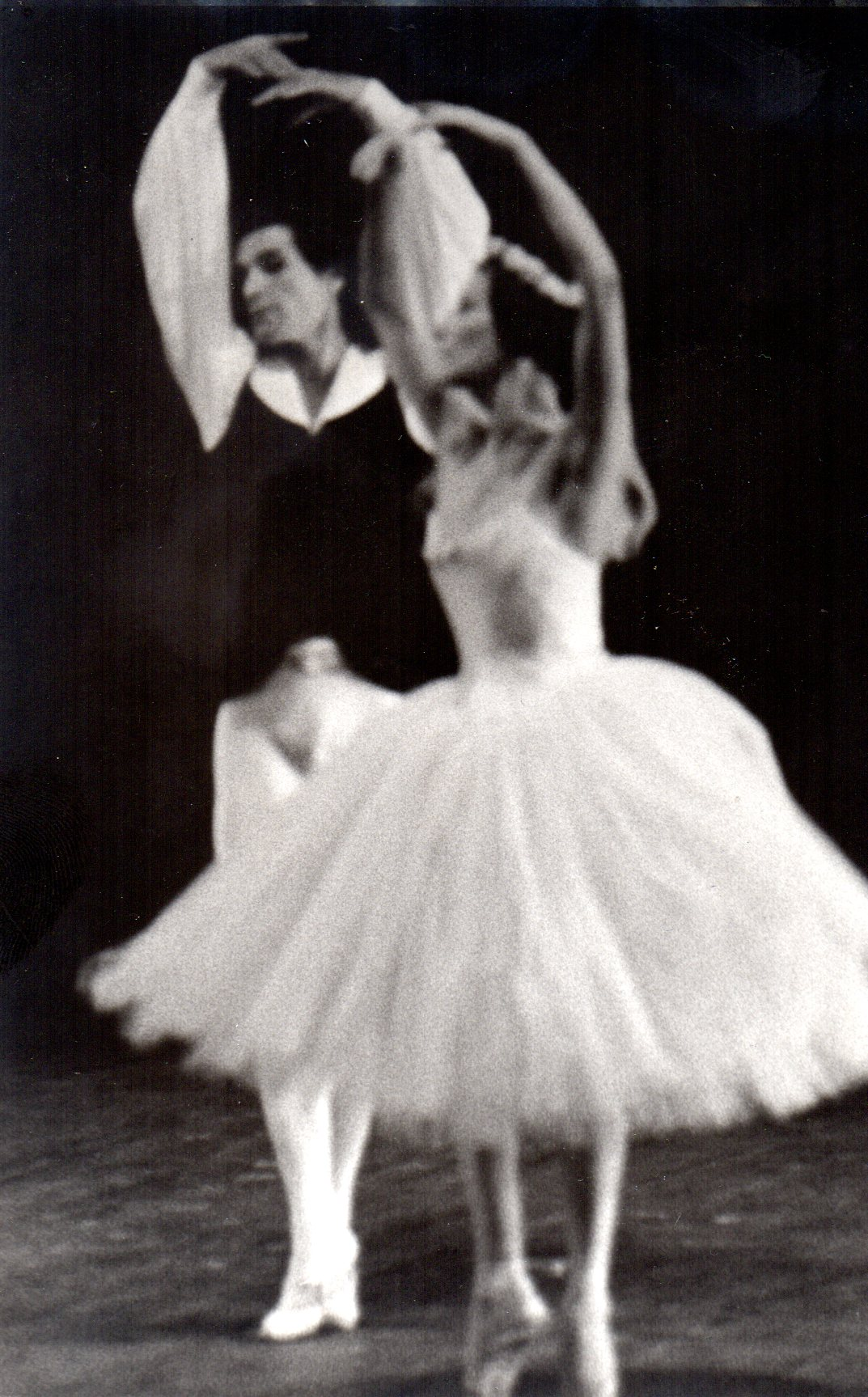